# Life Science Nord
Life Science Nord ist das regionale Branchennetzwerk für Medizintechnik, Biotechnologie, Pharma und Digital Health für die Länder Hamburg und Schleswig-Holstein. Das Cluster vernetzt rund 600 Unternehmen, Hochschulen und Forschungseinrichtungen.

## Das Cluster Life Science Nord
2004 wurde das Cluster gegründet, um Kooperationen zwischen Wirtschaft, Wissenschaft und Politik in der Metropolregion Hamburg und Norddeutschland zu fördern. Die Norgenta GmbH wurde später zu Life Science Nord Management GmbH umbenannt. Der Life Science Nord e. V. stärkt den Wissensaustausch und vertritt die Interessen von rund 300 aktiven Vereinsmitgliedern der Life-Science-Branche in Hamburg und Schleswig-Holstein im Aufsichtsrat der GmbH.
Der Aufsichtsrat setzt sich aus wechselnden Vertretern der Politik, Wirtschaft und Forschungseinrichtungen zusammen. Dauerhaft vertreten sind die Behörde für Wirtschaft, Verkehr und Innovation (BWVI), das Ministerium für Wirtschaft, Verkehr, Arbeit, Technologie und Tourismus des Landes Schleswig-Holstein (MWVATT) und der Verein Life Science Nord e. V.
Das abstrakte Konzept eines Wirtschafts-Clusters und die konkreten Tätigkeiten lassen sich anhand einiger Beispiele verdeutlichen. Zu den Aufgaben von Life Science Nord gehören:
- Beratung und Vernetzung
- Beratung zu Förderprogrammen und Unterstützung bei Förderanträgen
- Unterstützung innovativer Neugründungen, Startup-Unternehmen und Etablierung eines Innovationszentrums
- Initiierung und Durchführung strategischer Projekte
- Unterstützt bei der Suche von geeigneten Ansiedlungsflächen oder Dienstleistern
- Förderung translationaler Medizin, das heißt die präklinische Forschung schneller an die klinische Entwicklung heranzuführen (vom Labor ans Patientenbett).
- Organisation von Delegationsreisen mit Vertretern aus Wissenschaft, Wirtschaft und Politik[2][3]
- Austausch mit anderen Clustern und Regionen in Europa, den USA, Japan und China

Ein wichtiges Element ist die Spezial-Jobbörse, die aktuelle Stellenangebote und Praktika in Unternehmen sowie akademischen Einrichtungen aus den Branchen Biotechnologie, Pharmazie, Medizin, Medizintechnik und Digital Health in Hamburg und Schleswig-Holstein vermittelt, um dem Fachkräftemangel zu begegnen. Neben zahlreichen regionalen Arbeitskreisen, Fortbildungen und Veranstaltungen organisiert Life Science Nord einen Gemeinschaftsstand für norddeutsche Firmen auf internationalen Fachmessen wie der Arab Health in Dubai oder der Bio Europe.
In der COVID-19-Pandemie wurde beispielsweise zwischen den Beschaffungsstellen der Länder und den Firmen vermittelt, die systemrelevante Produkte und Dienstleistungen zur Bekämpfung von SARS-CoV-2 anbieten oder der Unterstützungsbedarf der Firmen an die Politik weitergeleitet. Für Engpässe in der Lieferkette bei Material- und Personalressourcen wurden kurzfristig Cluster-übergreifende Kooperationen und Lieferungen realisiert.

## Projekte
Die Projektarbeit wird von unterschiedlichen Programmen der EU und Landesmitteln gefördert.

### Themenspezifische Projekte
- HiHeal – clusterübergreifende Zusammenarbeit bei den Themen Hygiene, Infektion und Gesundheit (u. a. Händehygiene)
- KI#CK – Einstieg für Kleine und mittlere Unternehmen in das Thema Künstliche Intelligenz
- Northopedics – Knochenheilung
- P.I.L.O.T.  – baut ein Netzwerk für digitale Präzisionsmedizin auf

### Internationalisierung
- Bonebank – deutsch-dänische Datenbank für Knochenmark-Stammzellen
- ELISE – Aufbau eines Business Ecosystems in Europa
- MAGIA – Medtech Alliance for Global InternationAlisation

### Nachwuchsförderung
- BRIDGE 53 – Anregung der Antiinfektiva-Forschung zur Gründung neuer Unternehmen und Entwicklung von Therapien gegen Infektionskrankheiten.

## Auszeichnungen
2016, 2018 und 2021 wurde die Life Science Nord Management GmbH mit dem „Cluster Organisation Management Excellence Label GOLD - Proven for Cluster Excellence“ von der Europäischen Cluster Exzellenz Initiative (European Cluster Excellence Initiative ECEI) ausgezeichnet.

## Zusammenarbeit
Das Cluster vernetzt rund 600 Unternehmen, Hochschulen und Forschungseinrichtungen, von denen rund die Hälfte im Verein organisiert sind.

### Forschungseinrichtungen
- Universitätsklinikum Schleswig-Holstein (UKSH)
- Universitätsklinikum Eppendorf (UKE)

### Hochschulen
- Christian-Albrechts-Universität zu Kiel
- Hochschule für angewandte Wissenschaften (HAW)
- Technische Hochschule Lübeck
- Universität Hamburg

### Öffentliche Partner
- Behörde für Wirtschaft, Verkehr und Innovation (BWI)
- Ministerium für Wirtschaft, Verkehr, Arbeit, Technologie und Tourismus des Landes Schleswig-Holstein (MWVATT)